# Rectángulo dorado

Un rectángulo dorado con un lado mayor a y con un lado menor b. Cuando se abate el rectángulo pequeño sobre el cuadrado de lado a, se genera un rectángulo dorado similar con su lado mayor a + b y con su lado más corto a. Esta operación ilustra la relación matemática:

El rectángulo dorado (denominado también rectángulo áureo) es un rectángulo que posee una proporcionalidad entre sus lados igual a la razón áurea. Es decir que es aquel rectángulo que al substraer la imagen de un cuadrado igual al de su lado menor, el rectángulo resultante es igualmente un rectángulo dorado. A partir de este rectángulo se puede obtener la espiral dorada, que es una espiral logarítmica.

## Construcción

Un método para construir un rectángulo dorado. El cuadrado está punteado en rojo. Las dimensiones resultantes son la razón áurea.

En la matemática clásica se construye a partir de la regla y compás siguiendo los pasos:
1. Se construye un cuadrado de lado unidad ABCD
2. Traza una línea desde la mitad del lado del cuadrado (G) hasta una de sus esquinas, dando un segmento GC
3. Empleando esta línea GC como radio, se coloca la punta del compás en la mitad del cuadrado y se abate hasta cortar en E.
4. Se completa el rectángulo AEDF así como el rectángulo BCEF.

## Desarrollos
De acuerdo con el matemático y divulgador científico Mario Greco, desde la publicación del libro de Luca Pacioli titulado Divina Proportione in 1509, Fue cuando la razón dorada aparece descrita en los tratados de arte y de arquitectura," haciendo que muchos artistas y arquitectos emplearan su cantidad en el diseño por considerarlo estéticamente agradable.

### Algebraica
Si la longitud del lado mayor se denomina x, se tiene entonces por definición que se respeta la siguiente igualdad:
{\displaystyle {\frac {x}{1}}={\frac {1}{x-1}}}
Esto lleva a tener que resolver la ecuación de segundo grado:
{\displaystyle x^{2}-x-1=0}
En la que una de las dos raíces es la proporción dorada.

### El rectángulo de Euclides
Se trata de una de las demostraciones más conocidas desde la antigüedad. El rectángulo cuyos vértices se definen por los puntos AEFD se define como áureo debido a que sus lado mayor AE y su lado corto AD presentan la proporción del número áureo. El matemático griego Euclides, en su proposición 2.11 de la obra Los elementos, obtiene su construcción. Siendo el triángulo GBC pitagórico, se tiene que GC (la hipotenusa) tiene como valor:
{\displaystyle GC={\sqrt {5}}}
Con centro en G, prolongando hasta la recta AE, se obtiene por intersección el punto E, y por lo tanto:
{\displaystyle GE=GC={\sqrt {5}}}
con todo ello se puede ver que resulta evidente que los lados:
{\displaystyle AE=AG+GE=1+{\sqrt {5}}}
de donde, finalmente:
{\displaystyle {\frac {AE}{AD}}={\frac {1+{\sqrt {5}}}{2}}=\varphi }
Por otra parte, los rectángulos AEFD y BEFC son semejantes, de modo que este último es asimismo un rectángulo áureo.

## Generación
|                   |
| La espiral dorada |

|                                               |
| El icosaedro lo posee en sus caras interiores |

|                     |
| Suma de rectángulos |

## El rectángulo dorado en la industria
- La norma DIN 476 es la que define la medida del DIN A4 y otros tamaños de papel. El DIN A4 y sus derivados A3, A2... no mantienen las proporciones del rectángulo dorado, sino que mantienen la relación √2 = 1.4142

## En la arquitectura
El rectángulo áureo fue calificado por los griegos de la clásica Hélade como una de las figuras geométricas más bellamente estructuradas. Por un largo lapso de siglos, los arquitectos utilizaron este cuadrilátero de noble proporción  para la planeación de templos, rascacielos y edificaciones de diversa índole. Los compatriotas de Sócrates construyeron el Partenón de Atenas en el siglo V a. C. El rectángulo que encierra la fachada delantera es un rectángulo áureo.